# Anommatocythere
Anommatocythere is een geslacht van uitgestorven kreeftachtigen uit de klasse van de Ostracoda (mosselkreeftjes).

## Soorten
- Anommatocythere confirmata Siddiqui, 1971 †
- Anommatocythere indica Bhandari, 1992 †
- Anommatocythere laqueata Siddiqui, 1971 †
- Anommatocythere microreticulata Sohn, 1970 †
- Anommatocythere porata Al-Furaih, 1983 †
- Anommatocythere ventricosa (Bosquet, 1852) Sohn, 1970 †